# Homps (Aude)
Homps (okzitanisch Omps) ist eine französische Gemeinde mit 604 Einwohnern (Stand 1. Januar 2022) im Département Aude in der Region Okzitanien. Sie gehört zum Kommunalverband Région Lézignanaise, Corbières et Minervois.

## Geografie
Homps liegt etwa 32 Kilometer nordöstlich von Carcassonne und 27 Kilometer nordwestlich von Narbonne, zwischen Olonzac im Département Hérault im Norden und Tourouzelle im Süden am Canal du Midi im Minervois. Die Aude und der Ognon fließen durch das Gemeindegebiet.

## Bevölkerungsentwicklung
| Jahr                       | 1962 | 1968 | 1975 | 1982 | 1990 | 1999 | 2007 | 2018 |
| Einwohner                  | 556  | 604  | 548  | 569  | 611  | 605  | 656  | 596  |
| Quellen: Cassini und INSEE |      |      |      |      |      |      |      |      |

## Sehenswürdigkeiten
1788 wurde eine Brücke über die Aude fertiggestellt.
Die alte romanische Kapelle Saint-Etienne auf dem Friedhof von Homps wurde im 12. Jahrhundert zum ersten Mal erwähnt. Das Portal stammt aus dem 13. oder 14. Jahrhundert. Die Kirche besteht aus einem Kirchenschiff mit zwei Jochen und einer halbrunden Apsis. Sie wurde 1951 in das Zusatzverzeichnis der Monuments historiques (inscrit MH) eingetragen. Außerdem ist sie zusammen mit dem Friedhof als Site Inscrit (Naturdenkmal) eingestuft. Die Kapelle dient heute nicht mehr religiösen Zwecken, sondern wird gelegentlich für Veranstaltungen genutzt.
Die Pfarrkirche Saint-Michel wurde im 19. Jahrhundert erbaut.
Die Reste einer Burg, die dem Johanniterorden gehört hat, wurden im 19. Jahrhundert durch Umbauten stark verändert. Der Turm Saint-Michel der Malteser ist heute als Site Inscrit eingetragen.

## Wirtschaft
Ein wichtiger Erwerbszweig der Hompais ist der Weinbau, es werden Weine der AOC Minervois, Languedoc sowie Languedoc blanc hergestellt und es gibt eine Winzergenossenschaft vor Ort. Daneben ist auch Handel, Transportwesen, diverse Dienstleistungen und Bauwirtschaft von Bedeutung.
Der Hafen von Homps wurde im 19. Jahrhundert zum drittgrößten Hafen des im 17. Jahrhundert von Pierre-Paul Riquet geplanten und gebauten Canal du Midi. Der Hafen von Homps ist wichtig für das Verschiffen der Weine aus dem Minervois und dem Corbières.